# Говедарці
Говеда́рці (болг. Говедарци) — село в Софійській області Болгарії. Входить до складу общини Самоков.

## Населення
За даними перепису населення 2011 року у селі проживали 1340 осіб, з них 1244 особи (99,9%) — болгари.
Розподіл населення за віком у 2011 році:
Динаміка населення: